# Bão Lingling (2001)
Bão Lingling, được biết đến ở Philippines với tên gọi bão Nanang hay bão số 8 năm 2001 ở Việt Nam. Lingling là một tên được cung cấp bởi Hồng Kông.

## Lịch sử khí tượng
Vào ngày 5 tháng 11 một áp thấp nhiệt đới đã hình thành trên biển Philippines và nó di chuyển về phía Tây, tấn công Philippines ngày hôm sau. Khi ở trên vùng miền Trung Philippines, áp thấp nhiệt đới đã mạnh lên thành bão nhiệt đới trong ngày mùng 7. Tiếp theo cơn bão tiến vào Biển Đông và tiếp tục mạnh thêm, cuối cùng đạt đỉnh với sức gió 135 dặm/giờ (215 km/giờ) theo JTWC, tương ứng bão cấp 4 trong thang Saffir-Simpson. Lingling sau đó suy yếu, đổ bộ vào Việt Nam trước khi tan trong ngày 12 ở phía bắc Campuchia. 

## Ảnh hưởng

### Phillippines
Tổng cộng tại Phillippines, có tới 359 người chết và thiệt hại ước tính lên tới 22,3 triệu USD do mưa lớn bởi bão Lingling. Do những hậu quả tàn khốc mà bão gây ra, tên Nanang đã bị khai tử bởi PAGASA.

### Việt Nam
Tại Phú Yên, 15 người đã chết, Bình Định và Quảng Ngãi mỗi nơi báo cáo có 2 người chết và 1 người đã bị giết bởi cơn bão tại Thừa Thiên Huế. Tổng cộng, có 20 thương vong, 131 người bị thương, và Lingling gây ra tổng thiệt hại ước tính $37.3 triệu USD.